# 成田亮 (モトクロス)

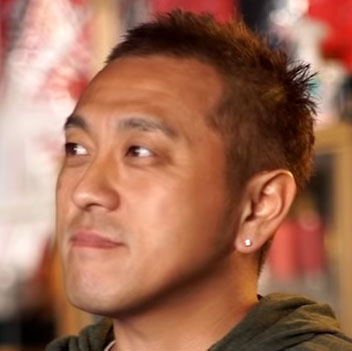
2019年撮影

成田亮（なりた あきら 1980年5月1日 - ）は青森県つがる市出身の日本の2輪レーサー（モトクロスライダー）。トライアル (オートバイ)選手の成田亮（なりた りょう）はオフロードバイク競技の選手で同姓同名（読みが異なる）だが別人。

## 概要
中学2年生の時に全日本モトクロス選手権へ出場。初年度にて国際B級クラスチャンピオンを獲得、史上最年少の14歳でトップカテゴリーとなる国際A級ライセンスを取得する(1995年）。以降2019年までに12度のIA1クラス（旧国際A級250ccクラスを含む）チャンピオンを獲得するなど国内を代表するトップライダーとして活躍した。また、国別対抗戦であるモトクロス・オブ・ネイションズ(旧：モトクロス・デナシオン )でも、2000年と2003年に日本が6位に入賞した際の、日本代表メンバーだった。
2020年3月12日、自身のYouTubeチャンネルにて今シーズン限りでのプロライダー現役引退を発表したが、引退直前に後述の通り傷害事件を起こしたことにより逮捕され、競技ライセンス剥奪の処分を受けたことにより事実上の追放状態となっている。
その後は、JNCCなどへの出走歴があったが、JNCC＆WEXの運営母体であるCOMESSO株式会社に2023年12月1日付けで入社することが、2023年11月20日にJNCCの公式HPにて公表された。また2024年7月には、そのJNCC運営会社を退社し、KTM/HUSQVARNA/GASGASの日本正規ディーラーのサポートを受けながら、JNCCに選手として参戦していくことが発表された。

## 傷害事件
2020年11月4日、熊本県内において交際相手の女性と口論になり女性の顔や頭部を複数回殴ったり、腰付近を十数回踏みつけたりするなどし約2週間のけがを負わせたとして、傷害の疑いで熊本県警に逮捕された。この報道を受けて翌5日に全日本モトクロス選手権を管轄する日本モーターサイクルスポーツ協会（MFJ）はホームページにて声明を発表している。なお11月14日には熊本県のHSR九州で開催される全日本モトクロス選手権第5戦が控えていたほか、東北モトクロス選手権にも11月8日の第6戦宮城大会（スポーツランドSUGO）へエントリーしていたが、いずれも参戦中止となった。
全日本モトクロス選手権の最終戦（第6戦）が終了した翌日の11月30日、本件について熊本地検が本人が容疑を認め処分保留で釈放していたこと、熊本簡易裁判所が略式起訴により罰金30万円の略式命令を出したことが報じられた。なお罰金を納付したかは明らかになっていない。12月1日、MFJは11月20日に行った国内規律裁定委員会裁定の結果を公表し、本件が懲罰基準に抵触するものとして成田に対し罰金50万円とMFJモトクロス競技ライセンスの資格剥奪という重い処分が下された。これにより今後の国内競技への参加は不可能となり、正式な引退を果たさぬままレース界を去ることとなった。
その後、2023年10月11日付の自身の公式Instagramにて、事件の際に交際していた女性とは、その後も共同生活を続けていること、2022年7月7日には男児が誕生していたことを、3人で撮影した写真と共に公表した。

## JNCC
事件後は目立った活動が見られなかったが、2023年から全日本クロスカントリー選手権のCOMP-GP AA1クラスへ参戦している。またモトクロスにおいては現役当時全日本モトクロス選手権岩手大会の開催地だった藤沢スポーツランドが同年に開催したアマチュアレースにもエントリーしている。